# Mediodactylus aspratilis
Mediodactylus aspratilis е вид влечуго от семейство Геконови (Gekkonidae).

## Разпространение
Този вид е разпространен в Иран.